# Liste der Bodendenkmäler in Mehlmeisel
Auf dieser Seite sind die Bodendenkmäler in der oberfränkischen Gemeinde Mehlmeisel zusammengestellt. Diese Tabelle ist eine Teilliste der Liste der Bodendenkmäler in Bayern. Grundlage ist die Bayerische Denkmalliste, die auf Basis des Bayerischen Denkmalschutzgesetzes vom 1. Oktober 1973 erstmals erstellt wurde und seither durch das Bayerische Landesamt für Denkmalpflege geführt wird. Die folgenden Angaben ersetzen nicht die rechtsverbindliche Auskunft der Denkmalschutzbehörde.

## Bodendenkmäler der Gemeinde

### Bodendenkmäler in der Gemarkung Mehlmeisel
| Lage                                        | Objekt | Akten-Nr.     | Bild |
| ------------------------------------------- | --- | ------------- | ---- |
| Mehlmeisel Mitterlinder Straße 5 (Standort) | Archäologische Befunde und untertägige Teile der ehemalige Bergamtgebäude des frühen 17. Jahrhunderts von Unterlind. | D-4-6037-0011 |      |
| Mehlmeisel Mitterlinder Straße 7 (Standort) | Archäologische Befunde im Bereich der frühneuzeitlichen Katholischen Loretokirche von Unterlind mit Kirchhof.        | D-4-6037-0012 |      |